# Tindaria derjugini
Tindaria derjugini is een tweekleppigensoort uit de familie van de Tindariidae. De wetenschappelijke naam van de soort is voor het eerst geldig gepubliceerd in 1946 door Gorbunov.